# Jimmy Buffett

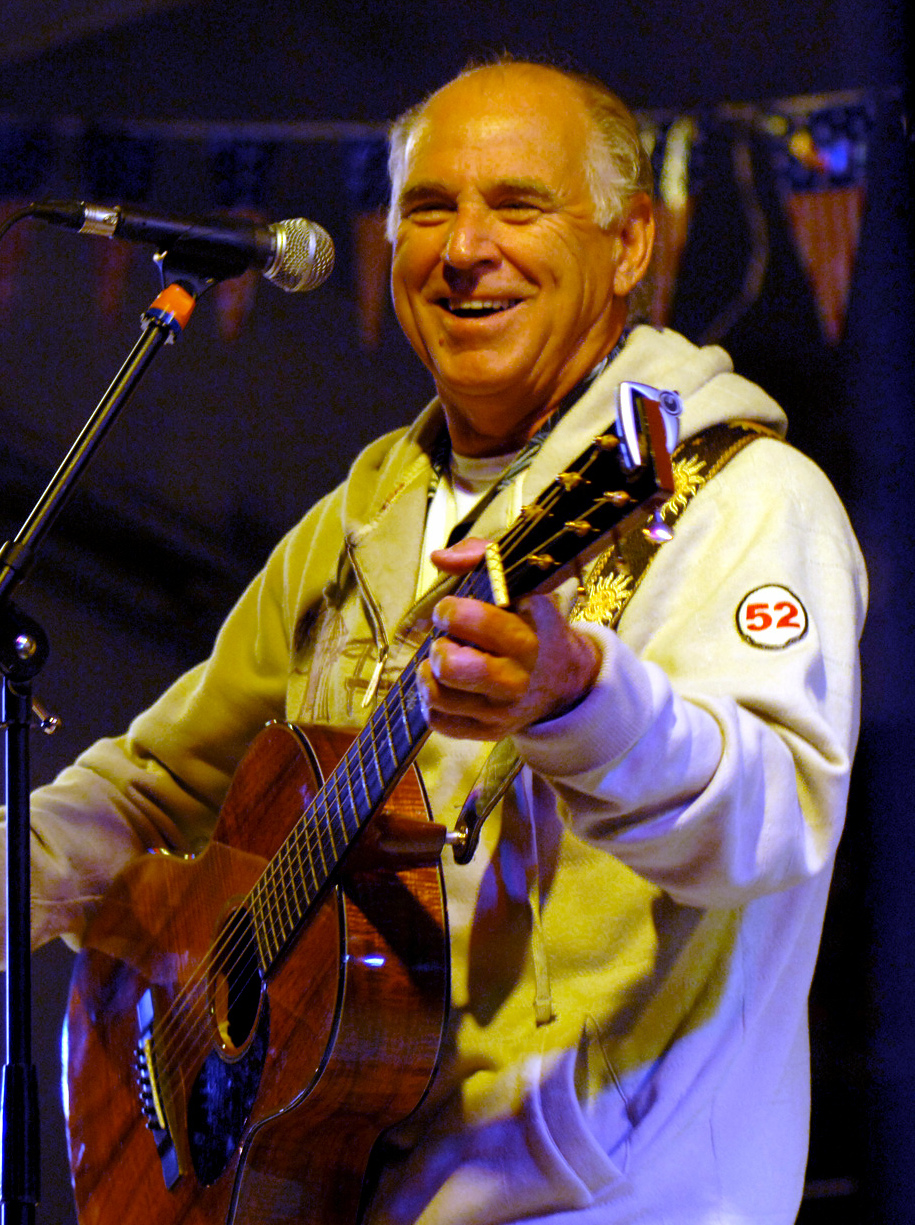
Jimmy Buffett (2008)

James William „Jimmy“ Buffett (* 25. Dezember 1946 in Pascagoula, Mississippi; † 1. September 2023 in Sag Harbor auf Long Island, New York) war ein US-amerikanischer Country- und Pop-Musiker sowie Songwriter und Buchautor. Sein bekanntester Hit ist Margaritaville aus dem Jahr 1977.

## Jugend und Privatleben
Buffett wurde 1946 als Sohn von James Delaney Buffett Jr. und Mary Loraine Peets in der Nähe von Pascagoula, Mississippi geboren und wuchs in Alabama auf. Er absolvierte das College an der Auburn University und der University of Southern Mississippi in Hattiesburg, Mississippi, wo er 1969 seinen Abschluss in Journalistik machte. Im selben Jahr heiratete er Margie Washichek; das Paar ließ sich 1972 scheiden. Mit seiner zweiten Frau Jane bekam er zwei Töchter und adoptierte einen Jungen. Jimmy Buffett starb im September 2023 im Alter von 76 Jahren in Sag Harbor an den Folgen von Hautkrebs und eines Lymphoms.

## Karriere als Musiker
Buffett entschied sich, Country-Musiker zu werden, und zog nach Nashville, wo er zunächst Artikel für das Musikmagazin Billboard schrieb. Durch die dort geknüpften Kontakte konnte 1970 sein erstes Album Down to Earth und 1972 Highland Cumberland Jubilee veröffentlichen, mit mäßigem Erfolg bei den Kritikern. Nach seiner Scheidung zog er nach Key West in Florida.
1973 erschien das Album A White Sport Coat and a Pink Crustacean, ein Achtungserfolg, der vom Leben auf den Florida Keys erzählt. Der Durchbruch gelang Buffett 1974 mit der Single Come Monday, die sich in den US-Charts auf Rang 30 platzieren konnte. Buffetts Musikmischung aus Country, karibischen Klängen und eingängigen Pop-Melodien kam beim Publikum gut an; es folgten weitere erfolgreiche Veröffentlichungen. 1977 koppelte er aus dem Album Changes in Latitudes, Changes in Attitudes seinen größten Hit Margaritaville aus, 1978 folgte die Single Cheeseburger in Paradise aus dem Album Son of a Son of a Sailor.
1979 wandte sich Buffett mit dem Album Volcano mehr dem Mainstream-Rock zu, dem er in den folgenden Jahren einige weitere Alben in dieser Richtung folgen ließ; er konnte damit nicht an die Erfolge der vorherigen Platten anknüpfen. 1985 eröffnete er auf Key West das erste Restaurant seiner Kette Margaritaville. 1988 machte er wieder von sich reden, als er sich für sein Album Hot Water Gastmusiker wie Rita Coolidge, die Neville Brothers, James Taylor und Steve Winwood ins Studio holte. Anfang der 1990er Jahre gründete er seine Produktionsfirma Margaritaville, 1999 folgte das Label Mailboat Records.

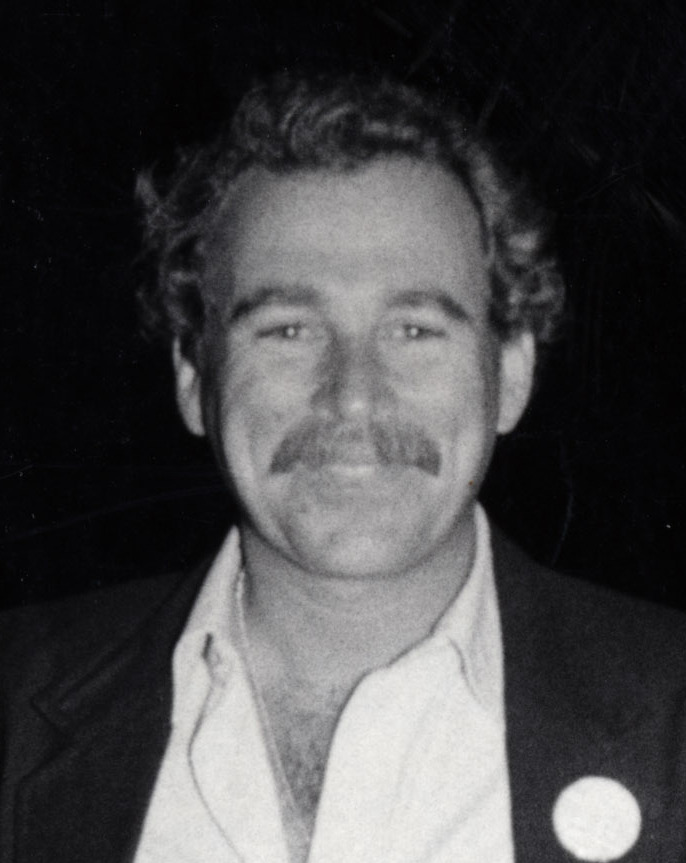
Jimmy Buffett (1980)

2003 gelang Buffett mit dem Duett It’s Five O’Clock Somewhere zusammen mit Alan Jackson die erste Nummer-eins-Platzierung in den Country-Charts, der Song wurde mit einem Country Music Award und einem Grammy ausgezeichnet. Jimmy Buffetts 39. Album License to Chill stieg im Juli 2004 auf den ersten Platz der US-Popcharts. 2006 erschien neben einer Live-DVD mit dem Titel Live at Wrigley Field auch Buffetts Album Take the Weather With You, das im Oktober des Jahres Platz eins der amerikanischen Country-Charts belegte und sich auch kurzzeitig auf Platz 4 der Pop-Charts behaupten konnte. Im Dezember 2009 erschien das Album Buffet Hotel. In den Pop-Charts stieg es auf Platz 17 ein, bei den Rockalben auf Platz zwei und bei den Independent Albums auf Platz eins.
2010 veröffentlichte Buffett eine weitere Doppel-Live-CD: Auf Encores sind 22 Stücke zu hören, die bei den Konzerten der Tourneen 2008 und 2009 als jeweils letzte Zugabe – größtenteils von Buffett solo oder in kleiner Besetzung – gespielt wurden. Die CD ist ausschließlich über seine eigene Internetseite sowie in den USA bei Walmart erhältlich. In den Billboard-Charts erreichte Encores Platz 7.
Sein 27. Studioalbum Songs from St. Somewhere erschien im August 2013. Als erste Single wurde Too Drunk to Karaoke ausgekoppelt, ein Duett mit Toby Keith. Ebenfalls als Gastmusiker vertreten sind Mark Knopfler und Emilio Estefan, der Ehemann von Gloria Estefan, sowie die kolumbianische Sängerin Fanny Lú. Sein letztes Studioalbum war das Weihnachtsalbum Tis the Season (2016); 2017 erschien dann Buried Treasure: Volume One, eine Zusammenstellung von bislang unveröffentlichten Aufnahmen aus der Anfangszeit des Musikers.
Weiterhin erfolgreich waren seine Liveauftritte. Buffett hatte eine treue Fanbasis, die er als „Parrotheads“ (Papageienköpfe) oder „Landsharks“ (Landhaie) bezeichnet. Nach einer Auswertung von Billboard der „Top Touring Artists of the Decade“ erzielte er in den Jahren 2000 bis 2009 einen Bruttoumsatz von mehr als 215 Millionen US-Dollar und steht damit auf dem 22. Platz. Eine Berechnung der Ticketagentur Pollstar sieht ihn in ganz Nordamerika mit einem Umsatz von 285,8 Millionen Dollar auf Platz 10.
Er gab in dieser Zeit fast 200 Shows mit mehr als 4,5 Millionen Zuschauern. Die meisten Konzerte gab Buffett in den USA. In Europa trat er nur in London (1997 und 2009) sowie in Paris auf, wo er ab 2007 beinahe jährlich im September Konzerte spielte.

## Karriere als Buchautor
Buffett war im englischsprachigen Raum ein erfolgreicher Buchautor. In Deutschland sind bislang nur zwei seiner Werke bei Ullstein erschienen: Cuba Libre (1993, Original: Where is Joe Merchant?) und Margaritaville (1996, Original: Tales From Margaritaville). Beide standen monatelang auf vorderen Plätzen der US-Bestsellerlisten.
Er schrieb zudem unter anderem A Salty Piece of Land (2004) und Swine Not? (2008), gemeinsam mit seiner Tochter Savannah Jane Buffett die Kinderbücher The Jolly Mon (1988) und Trouble Dolls (1991) sowie 1999 seine Autobiographie mit dem Titel A Pirate Looks at Fifty. Diese erreichte auf der Sachbuch-Liste der New York Times Platz 1; damit war Buffett der sechste Autor, der sowohl bei den Sachbüchern als auch den Romanen (mit Where is Joe Merchant? und Tales From Margaritaville) den Spitzenplatz errang. Vor ihm gelang das unter anderem Ernest Hemingway, John Steinbeck und Irving Wallace.

## Trivia
1996 wurde Buffett mit seinem Wasserflugzeug (einer Grumman HU-16 Albatross) kurz nach der Landung im Meer bei Negril auf Jamaika von der Jamaica Constabulary Force beschossen. Die Behörden hielten den Flug fälschlicherweise für einen Drogentransport. Mit an Bord waren der U2-Sänger Bono mit seiner Frau und ihren Kindern sowie Chris Blackwell, der Gründer von Island Records. Alle Insassen blieben unverletzt, das Flugzeug wies einige Einschusslöcher auf; es ist heute im Margaritaville Café in Orlando zu sehen. Jimmy Buffett schrieb einen Song über den Vorfall: Jamaica Mistaica, veröffentlicht noch im selben Jahr auf dem Album Banana Wind.
Im Januar 2011 stürzte Buffett nach einem Auftritt in Sydney kopfüber von der Bühne. Als er sich nach der letzten Zugabe von seinen Fans verabschieden wollte, wurde er vom plötzlich aufflammenden Licht der Scheinwerfer geblendet und übersah den Bühnenrand. Nach dem Sturz musste er mit Kopf- und Armverletzungen ins Krankenhaus eingeliefert werden. Ein drei Tage später in Neuseeland anberaumtes Konzert musste abgesagt werden.
Am 6. April 2011 verabschiedete das Repräsentantenhaus Floridas die Resolution 9063, die für den Bundesstaat den 16. April zum jährlichen „Jimmy Buffett Day“ erklärte. Am 16. April jenes Jahres wurde zu diesem Anlass die Welcome-to-Fin-Land-Tour in Tampa eröffnet.
In der TV-Serie Hawaii Five-0 hat Buffett 2011 in Staffel 2, Episode 10 (Titel: Falsche Fährte, im Original: Ki’ilua), einen Gastauftritt als Hubschrauber-Pilot Frank Bama, der dem Hawaii-Five-O-Team in Nordkorea hilft. Eine Figur gleichen Namens erfand er für sein Buch Cuba Libre, dort ist Bama ein Flugzeugpilot. In den Folgejahren verkörperte Buffett die Rolle des Frank Bama in sechs weiteren Episoden. Im Film Jurassic World hatte er einen Cameoauftritt. In der US-Serie Blue Bloods spielt er sich in Episode 12x11 selbst.

## Diskografie

### Studioalben
| Jahr | Titel Musiklabel                               | Höchstplatzierung, Gesamtwochen, AuszeichnungChartplatzierungen (Jahr, Titel, Musiklabel, Platzierungen, Wochen, Auszeichnungen, Anmerkungen) | Höchstplatzierung, Gesamtwochen, AuszeichnungChartplatzierungen (Jahr, Titel, Musiklabel, Platzierungen, Wochen, Auszeichnungen, Anmerkungen) | Anmerkungen                                            |
| Jahr | Titel Musiklabel                               | US | Country | Anmerkungen                                            |
| ---- | ---------------------------------------------- | --- | --- | ------------------------------------------------------ |
| 1970 | Down to Earth Barnaby                          | — | — |                                                        |
| 1971 | High Cumberland Jubilee Barnaby                | — | — |                                                        |
| 1973 | A White Sport Coat & a Pink Crustacean Dunhill | — | Country43 (3 Wo.)Country | Erstveröffentlichung: 4. Juni 1973                     |
| 1974 | Living and Dying in 3/4 Time Dunhill           | US176 (13 Wo.)US | — | Erstveröffentlichung: Februar 1974                     |
| 1974 | A1A Dunhill                                    | US25 (27 Wo.)US | — | Erstveröffentlichung: Dezember 1974                    |
| 1976 | Havana Daydreamin’ ABC                         | US65 (14 Wo.)US | Country21 (8 Wo.)Country | Erstveröffentlichung: 20. Januar 1976                  |
| 1977 | Changes in Latitudes, Changes in Attitudes ABC | US12 Platin · (42 Wo.)US | Country2 (42 Wo.)Country | Erstveröffentlichung: 20. Januar 1977                  |
| 1978 | Son of a Son of a Sailor ABC                   | US10 Platin · (29 Wo.)US | Country6 (24 Wo.)Country | Erstveröffentlichung: 17. März 1978                    |
| 1979 | Volcano MCA                                    | US14 Gold · (28 Wo.)US | Country13 (20 Wo.)Country | Erstveröffentlichung: 1. August 1979                   |
| 1981 | Coconut Telegraph MCA                          | US30 (18 Wo.)US | — | Erstveröffentlichung: Februar 1981                     |
| 1982 | Somewhere over China MCA                       | US31 (15 Wo.)US | — | Erstveröffentlichung: Januar 1982                      |
| 1983 | One Particular Harbour MCA                     | US59 (24 Wo.)US | Country35 (13 Wo.)Country | Erstveröffentlichung: September 1983                   |
| 1984 | Riddles in the Sand MCA                        | US87 (14 Wo.)US | Country18 (38 Wo.)Country | Erstveröffentlichung: 1. September 1984                |
| 1985 | Last Mango in Paris MCA                        | US53 (20 Wo.)US | Country7 (42 Wo.)Country | Erstveröffentlichung: Juni 1985                        |
| 1986 | Floridays MCA                                  | US66 (16 Wo.)US | Country29 (10 Wo.)Country | Erstveröffentlichung: Juni 1986                        |
| 1988 | Hot Water MCA                                  | US46 (14 Wo.)US | — | Erstveröffentlichung: 20. Juni 1988                    |
| 1989 | Off to See the Lizard MCA                      | US57 (13 Wo.)US | — | Erstveröffentlichung: 19. Juni 1989                    |
| 1994 | Fruitcakes Margaritaville/MCA                  | US5 Platin · (19 Wo.)US | — | Erstveröffentlichung: 24. Mai 1994                     |
| 1995 | Barometer Soup Margaritaville/MCA              | US6 Gold · (17 Wo.)US | — | Erstveröffentlichung: 1. August 1995                   |
| 1996 | Banana Wind Margaritaville/MCA                 | US4 Platin · (18 Wo.)US | — | Erstveröffentlichung: 4. Juni 1996                     |
| 1996 | Christmas Island Margaritaville/MCA            | US27 Platin · (14 Wo.)US | — | Erstveröffentlichung: 8. Oktober 1996 Weihnachtsalbum  |
| 1998 | Don’t Stop the Carnival Margaritaville/Island  | US15 Gold · (11 Wo.)US | — | Erstveröffentlichung: 28. April 1996                   |
| 1999 | Beach House on the Moon Margaritaville/Island  | US8 Gold · (17 Wo.)US | — | Erstveröffentlichung: 24. Mai 1999                     |
| 2002 | Far Side of the World Mailboat                 | US5 (16 Wo.)US | — | Erstveröffentlichung: 19. März 2002                    |
| 2004 | License to Chill Mailboat                      | US1 Platin · (39 Wo.)US | Country1 (62 Wo.)Country | Erstveröffentlichung: 13. Juli 2004                    |
| 2006 | Take the Weather with You Mailboat             | US4 Gold · (13 Wo.)US | Country1 (44 Wo.)Country | Erstveröffentlichung: 10. Oktober 2006                 |
| 2009 | Buffet Hotel Mailboat                          | US17 (12 Wo.)US | — | Erstveröffentlichung: 8. Dezember 2009                 |
| 2013 | Songs from St. Somewhere Mailboat              | US4 (11 Wo.)US | — | Erstveröffentlichung: 20. August 2013                  |
| 2016 | ’Tis the Season Mailboat                       | US50 (8 Wo.)US | Country6 (9 Wo.)Country | Erstveröffentlichung: 28. Oktober 2016 Weihnachtsalbum |
| 2020 | Life on the Flip Side Mailboat                 | US2 (3 Wo.)US | Country1 (5 Wo.)Country | Erstveröffentlichung: 29. Mai 2020                     |
| 2020 | Songs You Don’t Know By Heart                  | — | Country32 (2 Wo.)Country | Erstveröffentlichung: 20. November 2020                |
| 2023 | Equal Strain on All Parts Mailboat             | US6 (3 Wo.)US | Country2 (6 Wo.)Country | Erstveröffentlichung: 3. November 2023                 |

### Soundtracks
- 1975: Rancho Deluxe
- 2006: “Hoot” Official Motion Picture Soundtrack

### Livealben
| Jahr | Titel Musiklabel                                       | Höchstplatzierung, Gesamtwochen, AuszeichnungChartplatzierungen (Jahr, Titel, Musiklabel, Platzierungen, Wochen, Auszeichnungen, Anmerkungen) | Höchstplatzierung, Gesamtwochen, AuszeichnungChartplatzierungen (Jahr, Titel, Musiklabel, Platzierungen, Wochen, Auszeichnungen, Anmerkungen) | Anmerkungen                                                            |
| Jahr | Titel Musiklabel                                       | US | Country | Anmerkungen                                                            |
| ---- | ------------------------------------------------------ | --- | --- | ---------------------------------------------------------------------- |
| 1978 | You Had to Be There MCA                                | US72 Gold · (18 Wo.)US | Country29 (11 Wo.)Country | Erstveröffentlichung: Oktober 1978                                     |
| 1990 | Feeding Frenzy MCA                                     | US68 Gold · (15 Wo.)US | — | Erstveröffentlichung: Oktober 1990                                     |
| 1999 | Buffett Live – Tuesdays, Thursdays, Saturdays Mailboat | US37 Gold · (13 Wo.)US | — | Erstveröffentlichung: 9. November 1999                                 |
| 2005 | Live in Hawaii Mailboat                                | US66 (8 Wo.)US | — | Erstveröffentlichung: März 2005                                        |
| 2005 | Live at Fenway Park Mailboat                           | US41 (6 Wo.)US | — | Erstveröffentlichung: 15. November 2005 Doppel-CD + Videoalbum         |
| 2007 | Live at Texas Stadium MCA                              | US11 (11 Wo.)US | Country4 (30 Wo.)Country | Erstveröffentlichung: 3. April 2007 mit George Strait und Alan Jackson |
| 2007 | Jimmy Buffett Live in Anguilla Mailboat                | US54 (6 Wo.)US | — | Erstveröffentlichung: November 2007 Doppel-CD + Videoalbum             |
| 2010 | Encores Mailboat                                       | US7 (13 Wo.)US | — | Erstveröffentlichung: 20. April 2010                                   |

Weitere Livealben
- 2003: Live in Auburn, WA
- 2003: Live in Las Vegas, NV
- 2003: Live in Mansfield, MA
- 2003: Live in Cincinnati, OH
- 2011: Volcano - Live 2011
- 2012: Welcome to Fin City

### Kompilationen
| Jahr | Titel Musiklabel                                                    | Höchstplatzierung, Gesamtwochen, AuszeichnungChartplatzierungen (Jahr, Titel, Musiklabel, Platzierungen, Wochen, Auszeichnungen, Anmerkungen) | Höchstplatzierung, Gesamtwochen, AuszeichnungChartplatzierungen (Jahr, Titel, Musiklabel, Platzierungen, Wochen, Auszeichnungen, Anmerkungen) | Anmerkungen                                                                                              |
| Jahr | Titel Musiklabel                                                    | US | Country | Anmerkungen                                                                                              |
| ---- | ------------------------------------------------------------------- | --- | --- | --- |
| 1985 | Songs You Know by Heart: Jimmy Buffet’s Greatest Hit(s) MCA         | US4 ×7Siebenfachplatin · (… Wo.)US | Country3 (39 Wo.)Country | Erstveröffentlichung: 14. Oktober 1985                                                                   |
| 1992 | Boats, Beaches, Bars & Ballads Margaritaville/MCA                   | US53 ×4Vierfachplatin · (… Wo.)US | — | Boxset                                                                                                   |
| 1993 | Before the Beach Margaritaville/MCA                                 | US169 (2 Wo.)US | — | Erstveröffentlichung: Mai 1993 enthält größtenteils Lieder aus Down to Earth und High Cumberland Jubilee |
| 2003 | Meet Me in Margaritaville: The Ultimate Collection UTV/MCA/Mailboat | US9 ×2Doppelplatin · (46 Wo.)US | — | Erstveröffentlichung: 15. April 2003                                                                     |
| 2017 | Buried Treasure: Volume One Mailboat                                | US85 (1 Wo.)US | — | Erstveröffentlichung: 17. November 2017                                                                  |

Weitere Kompilationen
- 1979: Before the Salt
- 1993: Margaritaville Cafe: Late Night Menu
- 1995: Margaritaville Cafe: Late Night Gumbo
- 1996: Great American Summer Fun with Jimmy Buffett
- 1998: Biloxi
- 1998: American Storyteller
- 1999: There’s Nothing Soft About Hard Times
- 2005: Now Yer Squawkin’

### Singles
| Jahr | Titel Album                                                               | Höchstplatzierung, Gesamtwochen, AuszeichnungChartplatzierungen (Jahr, Titel, Album, Platzierungen, Wochen, Auszeichnungen, Anmerkungen) | Höchstplatzierung, Gesamtwochen, AuszeichnungChartplatzierungen (Jahr, Titel, Album, Platzierungen, Wochen, Auszeichnungen, Anmerkungen) | Anmerkungen                                                                                                 |
| Jahr | Titel Album                                                               | US | Country | Anmerkungen                                                                                                 |
| ---- | ------------------------------------------------------------------------- | --- | --- | --- |
| 1973 | The Great Filling Station Holdup A White Sport Coat and a Pink Crustacean | — | Country58 (10 Wo.)Country | |
| 1974 | Come Monday Living & Dying in ¾ Time                                      | US30 (14 Wo.)US | Country58 (7 Wo.)Country | Erstveröffentlichung: April 1974                                                                            |
| 1975 | Door Number Three A1A                                                     | — | Country88 (5 Wo.)Country | |
| 1977 | Margaritaville Changes in Latitudes, Changes in Attitudes                 | US8 (23 Wo.)US | Country13 (18 Wo.)Country | Erstveröffentlichung: 14. Februar 1977                                                                      |
| 1977 | Changes in Latitudes, Changes in Attitudes                                | US37 (10 Wo.)US | Country24 (10 Wo.)Country | Erstveröffentlichung: August 1977                                                                           |
| 1978 | Cheeseburger in Paradise Son of a Son of a Sailor                         | US32 (11 Wo.)US | — | Erstveröffentlichung: März 1978                                                                             |
| 1978 | Livingston Saturday Night Son of a Son of a Sailor                        | US52 (6 Wo.)US | Country91 (3 Wo.)Country | |
| 1978 | Mañana Son of a Son of a Sailor                                           | US84 (6 Wo.)US | — | |
| 1979 | Fins Volcano                                                              | US35 (11 Wo.)US | — | Erstveröffentlichung: Juli 1979                                                                             |
| 1979 | Volcano                                                                   | US66 (7 Wo.)US | — | Erstveröffentlichung: November 1979                                                                         |
| 1980 | Survive Volcano                                                           | US77 (5 Wo.)US | — | |
| 1981 | It’s My Job Coconut Telegraph                                             | US57 (8 Wo.)US | — | |
| 1984 | When The Wild Life Betrays Me Riddles in the Sand                         | — | Country42 (13 Wo.)Country | |
| 1984 | Bigger Than Both Of Us Riddles in the Sand                                | — | Country58 (13 Wo.)Country | |
| 1985 | If the Phone Doesn’t Ring, It’s Me Last Mango in Paris                    | — | Country16 (19 Wo.)Country | |
| 1985 | Gypsies In The Palace Last Mango in Paris                                 | — | Country56 (9 Wo.)Country | |
| 1985 | Who’s The Blond Stranger? Riddles in the Sand                             | — | Country37 (15 Wo.)Country | |
| 1986 | Please Bypass This Heart Last Mango in Paris                              | — | Country50 (9 Wo.)Country | |
| 1993 | Another Saturday Night Margaritaville Cafe: Late Night Menu               | — | Country74 (1 Wo.)Country | |
| 1999 | Margaritaville Under the Influence                                        | — | Country63 (3 Wo.)Country | Erstveröffentlichung: 26. Oktober 1999 mit Alan Jackson                                                     |
| 2003 | It’s Five O’Clock Somewhere Greatest Hits Volume II                       | US17 ×3Dreifachplatin · (20 Wo.)US | Country1 (28 Wo.)Country | Erstveröffentlichung: 2. Juni 2003 mit Alan Jackson                                                         |
| 2004 | Hey Good Lookin’ License to Chill                                         | US69 (11 Wo.)US | Country8 (20 Wo.)Country | Erstveröffentlichung: 17. Mai 2004 mit Clint Black, Kenny Chesney, Alan Jackson, Toby Keith & George Strait |
| 2004 | Trip Around The Sun License to Chill                                      | — | Country20 (20 Wo.)Country | Erstveröffentlichung: 30. August 2004 mit Martha McBride                                                    |
| 2006 | Bama Breeze Take the Weather with You                                     | — | Country58 (1 Wo.)Country | |
| 2011 | Knee Deep You Get What You Give                                           | US18 (20 Wo.)US | Country1 (20 Wo.)Country | Erstveröffentlichung: 9. Mai 2011 Zac Brown Band feat. Jimmy Buffett                                        |

## Auszeichnungen für Musikverkäufe
| Silberne Schallplatte - Vereinigtes Königreich - 2023: für die Single It’s Five O’Clock Somewhere | Goldene Schallplatte - Kanada - 1977: für das Album Changes in Latitudes, Changes in Attitudes - 1978: für das Album Son of a Son of a Sailor - 1979: für das Album Volcano - 2011: für die Single Knee Deep |

Anmerkung: Auszeichnungen in Ländern aus den Charttabellen bzw. Chartboxen sind in ebendiesen zu finden.
| Land/RegionAuszeichnungen für Musikverkäufe (Land/Region, Auszeichnungen, Verkäufe, Quellen) | Silber  | Gold       | Platin       | Verkäufe   | Quellen             |
| -------------------------------------------------------------------------------------------- | ------- | ---------- | ------------ | ---------- | ------------------- |
| Kanada (MC)                                                                                  | —       | 4× Gold4   | —            | 190.000    | musiccanada.com CA2 |
| Vereinigte Staaten (RIAA)                                                                    | —       | 8× Gold8   | 22× Platin22 | 26.000.000 | riaa.com            |
| Vereinigtes Königreich (BPI)                                                                 | Silber1 | —          | —            | 200.000    | bpi.co.uk           |
| Insgesamt                                                                                    | Silber1 | 12× Gold12 | 22× Platin22 |            |                     |

## Werke
- A Salty Piece of Land. 2004.
- A Pirate Looks at Fifty. 1998.
- Tales from Margaritaville: Fictional Facts and Factual Fictions. 1990.